# Đại chủng Á

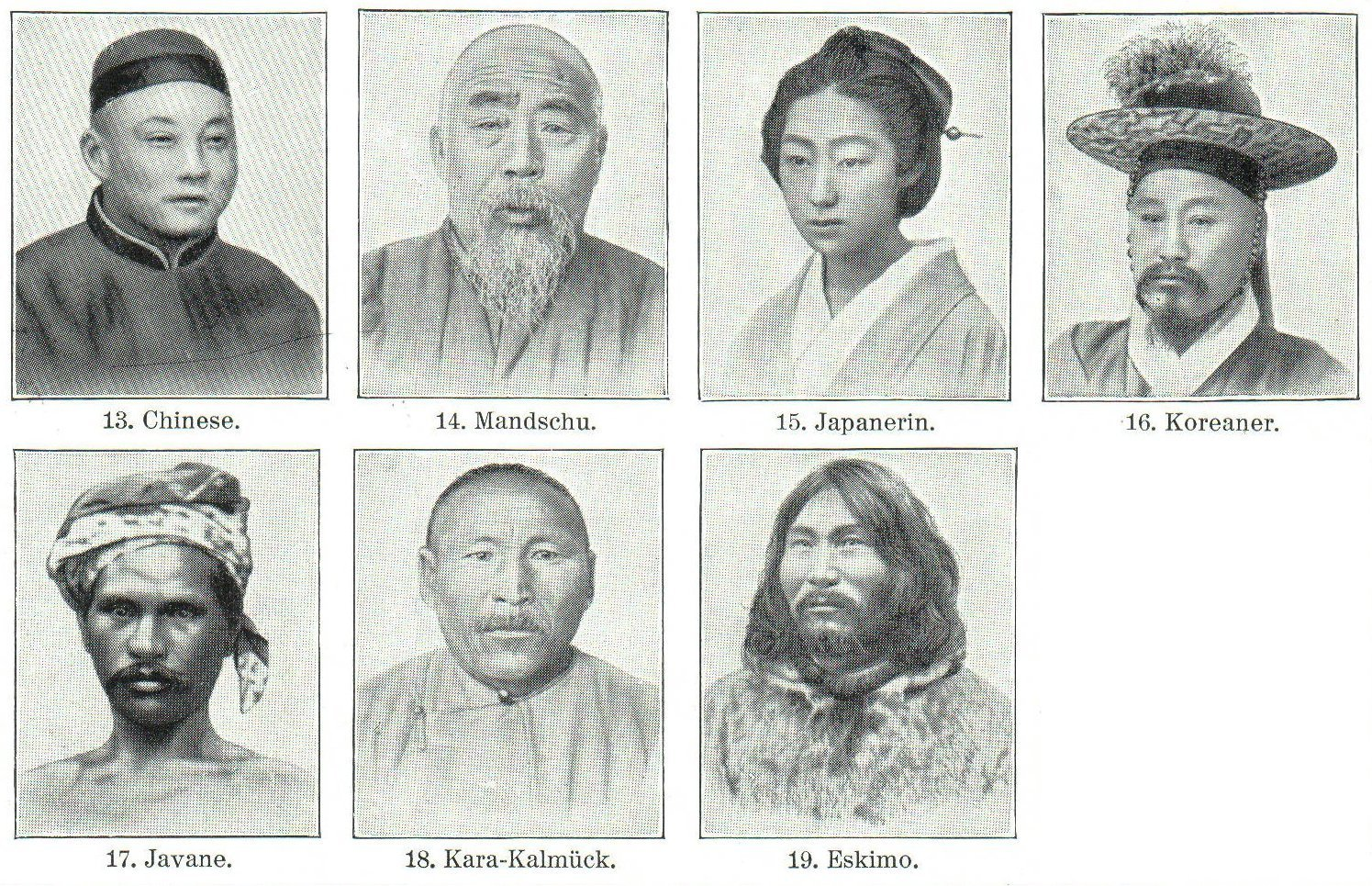
Đại chủng Á theo cuốn Meyers Blitz-Lexicon lỗi thời, chế bản vào năm 1932.

Đại chủng Á hay Mongoloid (phiên âm tiếng Việt: Môn-gô-lô-ít) là một phân loại chủng tộc lỗi thời, bao gồm nhiều nhóm thổ dân khác nhau phân bố phần lớn ở châu Á, Polynesia và châu Mỹ. Thuật ngữ này bắt nguồn từ một thuyết chủng tộc ngụy khoa học đã bị bác bỏ. Các thuật ngữ tương đương còn được sử dụng là "chủng Mông Cổ", "chủng da vàng", "chủng Á" hoặc "chủng Phương Đông".
Học thuyết phân chia loài người thành ba đại chủng chính gọi là Caucasoid, Mongoloid và Negroid được đưa ra vào những năm 1780 bởi các thành viên của Trường phái Lịch sử Göttingen. Các học giả phương Tây về sau phát triển học thuyết này trong bối cảnh "các hệ tư tưởng phân biệt chủng tộc" trong thời đại của chủ nghĩa thực dân. Với sự phát triển của ngành di truyền học hiện đại, khái niệm chủng tộc người theo nghĩa sinh học đã trở nên lỗi thời. Năm 2019, Hiệp hội các nhà nhân học sinh học Hoa Kỳ đưa ra tuyên bố: "Niềm tin vào 'chủng tộc' như các khía cạnh tự nhiên của sinh học con người, bên cạnh các cấu trúc của sự bất bình đẳng (phân biệt chủng tộc) phát sinh từ những niềm tin ấy, là những yếu tố gây tổn hại nhất mà con người phải trải qua cả ngày nay lẫn trong quá khứ."
Ngoài ra, từ Mongoloid cũng từng được sử dụng để chỉ người mắc hội chứng Down hay còn gọi là "chứng đần độn Mông Cổ" (Mongolian idiocy). Hiện nay, thuật ngữ này bị coi là một từ miệt thị và cực kỳ phản cảm.

### Trong bối cảnh học thuyết chủng tộc khoa học

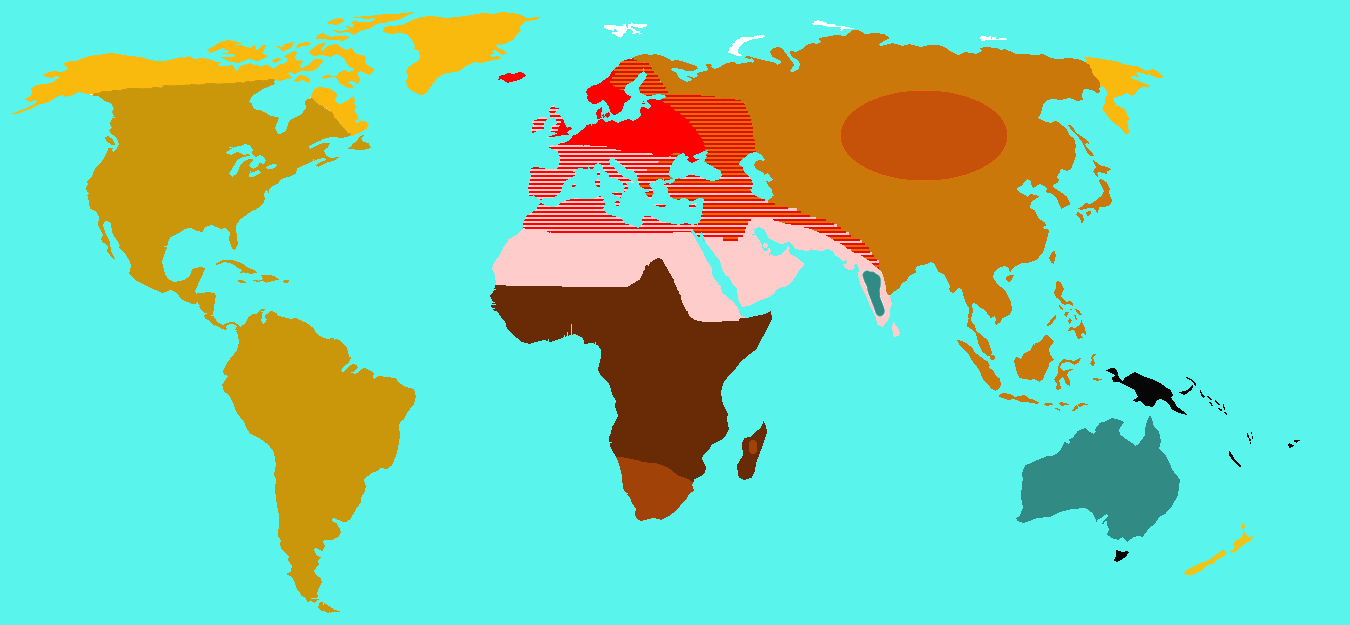
Phân bố của các chủng tộc theo Thomas Henry Huxley trong On the Geographical Distribution of the Chief Modifications of Mankind (1870)
1: Bushmen
2: Negro
3: Negritoes
4: Melanochroi
5: Australoid
6: Xanthochroi
7: Polynesia
8: Mongoloid A
8: Mongoloid B
8: Mongoloid C
9: Esquimaux

### Ngoại hình

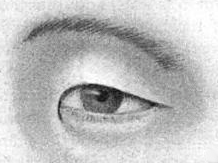
Bản phác thảo mắt của chủng "Mongoloid" của nhà nhân học Pháp Joseph Deniker, dựa theo mắt của một người Kalmyk.

## Lịch sử của học thuyết chủng tộc